# Luật tục cướp vợ (H'Mông)
Tục bắt vợ là một luật tục của đồng bào dân tộc thiểu số H'Mông. Khi con gái lớn, người con trai đến nhà con gái cướp về làm vợ. Hủ tục này đã ăn sâu bám rễ đến ngày nay vì nó bắt nguồn từ tập tục làm nương, người phụ nữ khi lấy về thường sẽ trở thành lao động chính.
Tục này thường nảy sinh chuyện tảo hôn, nhiều cặp đôi lấy nhau về rồi nhưng vẫn "chưa biết làm gì" vì chưa thực sự trưởng thành. Họ lấy vợ sớm để có thêm người làm, vừa sớm sinh con đẻ cái, có thêm nhiều lao động. Trọng nam khinh nữ cũng còn rất rõ, lấy vợ về để "phục vụ".